# 션 오프라이
션 오프라이(영어: Sean O'Pry, 1989년 7월 5일 ~ )는 미국의 모델이다.

## 경력
2006년 오프라이가 17살이 되던 해 놀 마린이 마이스페이스에 올린 사진을 보고 스카웃했다.
이후 오프라이는 캘빈 클라인, 조르조 아르마니, 베르사체, 돌체앤가바나, 랄프 로렌, 지안 프랑코 페레, H&M, 아르마니, 마크제이콥스, 엠포리오 아르마니, 라코스테, 디스퀘어드2, 아메리칸 이글, 보테가 베네타, DKNY, 펜디, GQ, 데이즈드 앤 컨퓨즈드, V 등 수많은 브랜드 광고 캠페인과 잡지 표지 모델로 섰다. 현재는 보테가 베네타와 자라의 모델로 활동하고 있다.
또 베르사체, 입생로랑, 지방시, 살바토레 페라가모 런웨이 오프닝 모델로 섰으며, 모스키노, 트루사르디, 제냐의 클로싱 모델로 섰다. 이 외에 로베르토 카발리, 루이비통, 샤넬, 마이클 코스, 에르메스를 포함한 여러 디자이너들의 패션쇼 모델로 섰다.
2012년에는 마돈나의 노래 "Girl Gone Wild" 뮤직비디오에 출연했으며 2014년에는 테일러 스위프트의 Blank Space 뮤직비디오에도 출연했다.

## 성과
2013년 9월 models.com에서 선정한 세계적인 남자 모델 탑 50인 순위 중 가장 성공한 남자 모델로 뽑히면서 2년 연속 1위를 차지했다. 2009년 6월에는 《포브스》에서 발표한 2009년 세계에서 가장 성공한 남자 모델로 선정되었다. 2008년 《포브스》 순위에서는 8위로 선정되었었다.